# Módulo de Propulsão

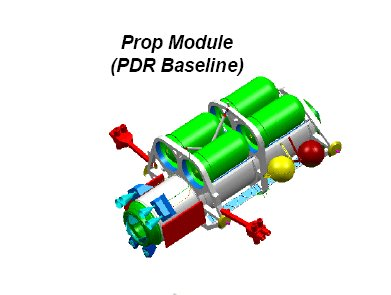
Módulo de Propulsão da ISS (NASA)

Foi proposto um Módulo de Propulsão para a Estação Espacial Internacional (ISS) como reserva para as funções do módulo de serviço Zvezda e as naves Progress. As funções críticas da propulsão GN&C são suportadas unicamente pelos russos (Zvezda e Progress) e ao futuro ATV europeu. Este módulo seria necessário para controlo de altitude e reposicionamento, manobras de protecção contra detritos e fornecimento de propelente caso o módulo Zvezda não estivesse disponível (falha no lançamento, etc.) para a ISS. Nesta situação, o Módulo de Controlo Interno seria usado inicialmente, durante 3 anos.
A ISS precisa em média de 7 000 kg de combustível cada ano para estas manobras. Até 2014 irá necessitar de 105 000 kg. Este módulo iria também proporcionar combustível para um ano da ISS em órbita em caso de interrupção no reabastecimento, e iria ser anexado com o módulo Unity.